# Cratere Ma Shouzhen
Ma Shouzhen  è un cratere sulla superficie di Venere. Deve il proprio nome a Ma Shouzhen (馬守真T), cortigiana, pittrice e poetessa cinese della dinastia Ming.